# Valeri Sablin
Valery Mijáilovich Sablin (en ruso: Вале́рий Миха́йлович Са́блин) (Leningrado, 1939 – Moscú, 3 de agosto de 1976) fue un 
capitán de corbeta soviético y militante del Partido Comunista de la Unión Soviética. En noviembre de 1975 lideró un fallido motín a bordo del buque de guerra Storozhevoy con 200 marinos, intentando con ello iniciar una sublevación política a gran escala en la Unión Soviética contra un régimen al cual él consideraba "corruptor del leninismo". 

## Biografía
Sablin nació en 1939, hijo de un oficial de la marina soviética. Se graduó del Instituto Naval Frunze en Leningrado en 1960 y sirvió en la Flota del Norte soviética. Nunca tuvo miedo de expresar abiertamente sus opiniones. En 1962, cuando tenía 23 años, escribió una carta a Nikita Khrushchev con una solicitud de "librar al Partido Comunista Soviético de aduladores y elementos corruptos". Sablin tuvo suerte y solo fue reprendido. En 1973, se graduó de la Academia Político-Militar de Lenin y fue nombrado oficial político. El oficial Nikolay Cherkashin, uno de los colegas de Sablin, recordó:
“Siempre había pensado de forma global ... Intentó comprender profundamente los fenómenos sociales. Él era un político nato.”

## Motín del Storozhevoy
El motín de Sablin no había sido previamente coordinado con la tripulación del buque, sino que fue planificado repentinamente cuando el mando naval soviético en el Mar Báltico le confió el puesto de comisario político en la fragata lanzamisiles Storozhevoy. Dicha nave se hallaba anclada en el puerto báltico de Riga cuando el día 7 de noviembre de 1975 (festividad por el 58o aniversario de la Revolución de Octubre) Sablin arrestó al capitán de la nave junto con otros oficiales, mientras anunciaba a los marineros que él mismo tomaría el control de la nave; para esta acción Sablin contaba con el apoyo decidido del suboficial Aleksandr Shein, quien recién a último minuto conoció las intenciones de Sablin y las aprobó inequívocamente.
El plan de Sablin era dirigir la fragata en dirección norte hacia el golfo de Finlandia y después entrar en el puerto de Leningrado, luego desde ese punto proyectaba emitir un manifiesto por radio y televisión destinado a "denunciar la hipocresía y corrupción del régimen" y exigir reformas radicales de la sociedad soviética. Cabe indicar que Sablin no postulaba una transformación capitalista de su país sino que por el contrario se proclamaba un ferviente seguidor del comunismo, acusando al régimen soviético de haber "corrompido el ideal marxista y leninista".
Cuando las noticias de la sublevación llegaron a la base naval de Riga y se difundieron por la red de comunicaciones de las fuerzas armadas, una reunión urgente del Politburó ordenó la inmediata eliminación del buque por todos los medios posibles, antes que llegase a Leningrado o peor que huyese a Suecia. Una docena de aviones de combate y nueve buques de guerra fueron a perseguir al Storozhevoy y bloquearon su salida del golfo de Riga. Cuando algunas bombas fueron lanzadas contra dicha fragata y dañado el timón, Sablin se rindió en la tarde del propio 7 de noviembre al advertir que no tenía opciones de escape frente a unos atacantes más numerosos.
Tras ser arrestado, Sablin fue sometido a corte marcial en mayo de 1976, acusado de "traición a la patria" y condenado a muerte, aun cuando semejante delito implicaba solo una pena de quince años de prisión conforme a las leyes penales soviéticas, pero Sablin tuvo tiempo de sostener su defensa y los motivos de su motín. El suboficial Aleksandr Shein fue condenado a ocho años de cárcel en Siberia, cumplió su condena y fue liberado a inicios de la Perestroika. Los demás marinos del Storozhevoy fueron juzgados pero prontamente liberados bajo vigilancia del KGB, impidiéndoles conocer más detalles sobre los planes de Sablin. La ejecución de Sablin tuvo lugar el 3 de agosto del mismo año; el cadáver fue enterrado en una tumba no identificada, cuya ubicación aún se desconoce.
El gobierno del Kremlin evitó que toda noticia del motín fuese de conocimiento público, impidiendo que la población supiera exactamente lo sucedido y que así el motín del Storozhevoy alcanzara el nivel mítico de la rebelión del acorazado Potemkin (ocurrida exactamente 70 años antes). Inclusive la cúpula de jerarcas soviéticos consideraron que en caso se filtrase información sobre los hechos de la revuelta de Valeri Sablin, esta sólo podría mostrarse como un "intento de deserción a Occidente" y no como una auténtica sublevación comunista contra el régimen, aun cuando los archivos del proceso contra Sablin mostraban lo contrario. 
Los documentos del proceso de Sablin (y del juicio de Aleksandr Shein), fueron conocidos de modo público solamente tras el fin de la Guerra Fría, siendo que posteriores análisis calificaron la intentona de Sablin como ingenua e idealista en sus medios y objetivos debido a la potencia del aparato burocrático-militar al cual pretendía derrocar y la extrema dificultad del oficial rebelde para difundir su proyecto.

## Conocimiento en Occidente
Gregory D. Young fue el primer occidental en investigar el motín de la fragata soviética como parte de su tesis de maestría de 1982 El motín del Storozhevoy: Un caso de estudio de un disidente en la marina soviética, y más tarde en el libro El último centinela de Young y Nate Braden. La tesis se colocó en los archivos de la Academia Naval de los Estados Unidos, donde fue leída por Tom Clancy, entonces un vendedor de seguros, quien la usó como inspiración para escribir La caza de Octubre Rojo.

## Frases
Confía en que la historia juzgará los acontecimientos con honestidad y nunca tendrás que avergonzarte por lo que hizo tu padre. Nunca seas una de esas personas que critican pero no cumplen con sus actos. Esas personas son hipócritas, personas débiles y sin valor que no tienen el poder de conciliar sus creencias con sus acciones. Te deseo valor, querido. Sé fuerte en la creencia de que la vida es maravillosa. Sé positivo y cree que la Revolución siempre vencerá.
Última carta de Valeri Sablin a su hijo antes de su ejecución.

Estoy convencido de que la conciencia revolucionaria prenderá en nuestro pueblo.
Carta de despedida de Valeri Sablin a sus padres.